# Журавлёва, Вера Александровна
Вера Александровна Журавлёва (1944―2020) ― российская оперная певица. Заслуженная артистка РСФСР (1990). Народная артистка Российской Федерации (2001), профессор РГУ имени А. Н. Косыгина, солистка Москонцерта.

## Биография
Родилась 21 октября 1944 года в деревне Авсюнино, Орехово-Зуевский район, Московская область.
После учёбы в средней школе поступила на  дирижерско-хоровое отделение Музыкально-педагогического училища в городе Егорьевск. Получив диплом, работала преподавателем в музыкальной школе и одновременно занималась пением. В дальнейшем она продолжила учебу в Москве: сначала поступила в Музыкальное училище имени Гнесиных, затем в Музыкально-педагогический институт имени Гнесиных, где занималась в классе вокала доцента П. Трониной.
В студенческие годы Журавлёва исполняла ведущие оперные партии в спектаклях Московской гастрольной оперы и Камерного музыкального театра. Она приняла участие во Всесоюзном конкурсе вокалистов имени М. И. Глинки и была удостоена звания лауреата. После этого успеха  певица регулярно выступала с сольными концертными программами, что свидетельствует о серьезности творческих интересов и взыскательном вкусе Журавлёвой.
С 1970 года стала солисткой Камерного музыкального театра под руководством Бориса Покровского. с 1973 года — солистка Московской государственной академической филармонии.
Певица обладала красивым лирико-колоратурным сопрано. Пела арии из опер, фрагменты из крупных вокально-симфонических произведений, романсы. В её богатом репертуаре были такие произведения, как: сочинения Баха, Генделя, Моцарта, Вивальди, Доницетти, Россини, Глинки, Рахманинова, Римского-Корсакова, вокальные циклы Прокофьева, Левитина, арии из опер Хренникова, Щедрина.
Испанская газета «А, В. С.» писала:

«Все мы поражены разнообразием технических средств артистки, богатством нюансов, экспрессии, меняющихся при исполнении различных авторов. Ее вокальная техника просто великолепна, она с завидной легкостью передает всю гамму оттенков, что доказывает добротность школы. И прежде всего — голос. Голос наполненный, сияющий всеми цветами радуги. Русская певица — звезда по легкости, блеску и выразительности своего мастерства».— 
С 1990-х годов Вера Журавлёва занималась педагогической деятельностью в ГКА Маймонида, а с 2015 года в Российском государственном университете имени А. Н. Косыгина, где преподавала студентам вокальное мастерство.
Умерла 16 августа 2020 года в Москве.